# Маргарян, Гурген Артушевич
Гурге́н Маргаря́н (арм. Գուրգեն Արտուշի Մարգարյան; 26 сентября 1978 — 19 февраля 2004) — армянский лейтенант, убитый азербайджанским офицером Рамилем Сафаровым 19 февраля 2004 года. Похоронен на военном кладбище Ераблур.

## Образование
Маргарян родился в Ереване. Получив степень бакалавра в Государственном инженерном университете Армении, Маргарян был призван на срочную службу в армию Республики Армения, после прохождения которой остался в рядах вооруженных сил и стал офицером Министерства обороны Республики Армения.

## Убийство
С 11 января 2004 года Маргарян участвовал в трёхмесячных англоязычных курсах программы НАТО «Партнёрство во имя мира» в Будапеште. Ранним утром 19 февраля он был убит. Убийца — азербайджанский офицер Рамиль Сафаров — нанёс 16 ударов топором по телу армянского офицера, тем самым почти отделив его голову от тела.
Суд над Рамилем Сафаровым проходил в Венгрии. На суде защита Сафарова мотивировала его действия тем, что на Сафарова наложили отпечаток события карабахского конфликта. Проведенная судом медэкспертиза признала его вменяемым. Суд приговорил Сафарова к пожизненному тюремному заключению без права амнистии в первые 30 лет. Судья объяснил своё решение особой жестокостью преступления Сафарова и тем, что тот не раскаялся в своих действиях. 31 августа 2012 года был передан Азербайджану для дальнейшего отбытия наказания, в тот же день был помилован Ильхамом Алиевым, получил в подарок квартиру и был повышен до майора, с выплатой жалования за восемь лет, которые он провёл в заключении. Данное решение привело к разрыву дипломатических отношений между Арменией и Венгрией.

## Память
В связи с убийством Маргаряна свои соболезнования выразили ряд иностранных государств и политиков. В заявлении министра иностранных дел Казахстана (и будущего президента страны) К. Токаева было сказано:
Новость о трагической смерти армянского военного офицера в Будапеште в Казахстане приняли с беспокойством и болью. Мы осуждаем зверство и жестокость этого акта и полагаем, что такие деяния вообще не имеют никакого оправдания.
В Ереване есть школа и общественная организация его имени. В сквере его имени установлен памятник.